# Goniądz (gmina)
Goniądz – gmina miejsko-wiejska w województwie podlaskim, w powiecie monieckim. W latach 1975–1998 gmina położona była w województwie łomżyńskim.
Siedziba gminy to miasto Goniądz.
Według danych z 30 czerwca 2004 gminę zamieszkiwały 5253 osoby.

## Historia

### I wojna światowa (1915–1919)
Gminę Goniądz z siedzibą w mieście Goniądzu utworzono podczas I wojny światowej w powiecie białostockim z części obszaru zniesionej rosyjskiej gminy Przytulanka.

### II Rzeczpospolita (1919–1939)
Po odrodzeniu państwa polskiego gmina należała do powiatu białostockiego w woj. białostockim.
30 września 1919 status miasta odzyskał Goniądz, zostając wyłączony z gminy Goniądz, ponadto do miasta Goniądza włączono miejscowość Guzy z gminy Goniądz.
1 stycznia 1923 kolejną część gminy Goniądz (miejscowość Szafranki) włączono do miasta Goniądza.
Według spisu ludności z 30 września 1921 gminę Goniądz zamieszkiwało ogółem 5.323 osób z czego mężczyzn – 2537, kobiet – 2786. 5.251 mieszkańców było wyznania rzymskokatolickiego, 55 prawosławnego, 15 mojżeszowego, 1 greckokatolickiego i 1 ewangelickiego. Jednocześnie 5.269 mieszkańców zadeklarowało polską przynależność narodową, 24 białoruską, 15 żydowską, 13 rosyjską oraz 1 niemiecką i 1 łotewską. Budynków mieszkalnych było 1.272. Gmina obejmowała 33 wsie i 6 folwarków.
16 października 1933 gminę Goniądz podzielono na 26 gromady: Dawidowizna, Downary, Dzieżki, Hornostaje, Hornostaje-Osada, Jaśki, Klewianka, Kosiorki, Kramkówka Duża, Kramkówka Mała, Kulesze, Masie, Mejły, Oliszki, Ołdaki, Owieczki, Piwowary, Pyzy, Rybaki, Sobieski, Swierzbienie, Uścianek, Wilamówka, Wójtowstwo, Zblutowo i Zodzie.

### PRL(1944–1954)
Po wojnie gmina należała do powietu białostockiego w woj. białostockim.
1 czerwca 1952 utworzono nową gromadę Wojszki z części gromady Dzieżki.
W dniu 1 lipca 1952 roku gmina była podzielona na 27 gromad: Dawidowizna, Downary, Dzieżki, Hornostaje, Hornostaje-Osada, Jaśki, Klewianka, Kosiorki, Kramkówka Duża, Kramkówka Mała, Kulesze, Masie, Mejły, Oliszki, Ołdaki, Owieczki, Piwowary, Pyzy, Rybaki, Sobieski, Świerzbienie, Uścianek, Wilamówka, Wojszki, Wójtowstwo, Zblutowo i Żodzie.
1 kwietnia 1954 gmina Goniądz weszła w skład nowo utworzonego powiatu monieckiego.
Gmina Goniądz została zniesiona 29 września 1954 roku wraz z reformą wprowadzającą gromady w miejsce gmin. Równocześnie Dawidowiznę i Wójtowstwo włączono do miasta Goniądza.

### Po 1973 roku
Jednostkę odtworzono 1 stycznia 1973 roku po reaktywowaniu gmin. Gmina objęła znacznie inny obszar niż przed 1954:
- јedynie 9 z 26 należących dawniej do gminy Goniądz sołectw (35%) weszło w skład nowej gminy;
- 16 sołectw (61%) – Dzieżki, Hornostaje, Hornostaje-Osada, Jaśki, Kosiorki, Kulesze, Masie, Mejły, Oliszki, Ołdaki, Pyzy, Rybaki, Sobieski, Świerzbienie, Zblutowo i Żodzie – weszło w skład nowej gminy Mońki,
- a jedno (4%), Wilamówka, w skład reaktywowanej gminy Trzcianne.

Ponadto w skład nowej gminy Goniądz weszło:
- 6 sołectw należących dawniej do gminy Jaświły (Białosuknia, Krzecze, Smogorówka Dolistowska, Smogorówka Goniądzka I, Smogorówka Goniądzka II i Wroceń),
- 4 sołectwa należące dawniej do miasta Goniądza (Doły, Łazy, Mierkienniki i Szafranki),
- 4 sołectwa należące dawniej do gminy Ruda w powiecie grajewskim (Budne, Osowiec, Płochowo i Wólka Piaseczna).

Tak więc obszar współczesnej gminy Goniądz przekłada się na następujące odsetki w odniesieniu do składu sprzed 1954 roku: dawna gmina Goniądz (40%), miasto Goniądz (16%), gmina Jaświły (24%), gmina Ruda (16%).
W latach 1975–1998 gmina położona była w województwie białostockim.
1 lutego 1991 gminę Goniądz połączono z miastem Goniądz w jedną gminę miejsko-wiejską.

## Struktura powierzchni
Według danych z roku 2002 gmina Goniądz ma obszar 376,68 km², w tym:
- użytki rolne: 35%
- użytki leśne: 30%

Gmina stanowi 27,25% powierzchni powiatu.

## Demografia

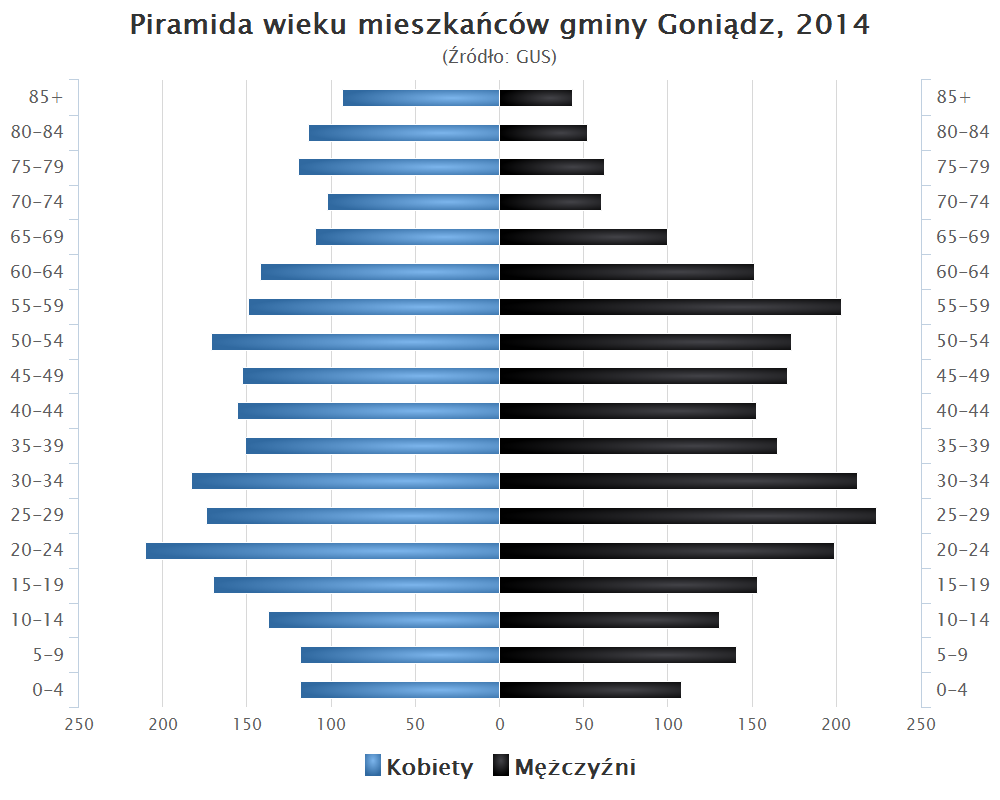
Piramida wieku mieszkańców gminy Goniądz w 2014 roku

Dane z 30 czerwca 2004:
| Opis                              | Ogółem | Ogółem | Kobiety | Kobiety | Mężczyźni | Mężczyźni |
| --------------------------------- | ------ | ------ | ------- | ------- | --------- | --------- |
| jednostka                         | osób   | %      | osób    | %       | osób      | %         |
| populacja                         | 5253   | 100    | 2671    | 50,8    | 2582      | 49,2      |
| gęstość zaludnienia (mieszk./km²) | 13,9   | 13,9   | 7,1     | 7,1     | 6,9       | 6,9       |

## Sołectwa
Białosuknia, Budne, Dawidowizna, Doły, Downary, Goniądz, Klewianka, Kramkówka Duża, Kramkówka Mała, Krzecze, Łazy, Mierkienniki, Olszowa Droga, Osowiec, Osowiec-Twierdza, Owieczki, Piwowary, Płochowo, Smogorówka Dolistowska, Smogorówka Goniądzka, Szafranki, Uścianek, Wojtówstwo, Wólka Piaseczna, Wroceń.

## Sąsiednie gminy
Bargłów Kościelny, Grajewo, Jaświły, Mońki, Radziłów, Rajgród, Sztabin, Trzcianne